# Anjulie
Anjulie, pseudonimo di Anjulie Persaud (Oakville, 21 maggio 1983), è una cantante canadese.

## Biografia
Nata da genitori indo-guyanesi, Anjulie desidera diventare una cantante da quando nel 1998 ha assistito al Velvet Rope World Tour di Janet Jackson.
Il suo album di debutto Anjulie è uscito nel 2009 e ha raggiunto il 108º posto nella Billboard 200, la classifica statunitense. Le sue canzoni sono state incluse in programmi televisivi come The Hills, The City, Eastwick, Melrose Place, The Vampire Diaries e Canada's Next Top Model. Ha inoltre aperto i concerti per le date statunitensi di tour di Jesse McCartney, di Shwayze e B.o.B, di Raphael Saadiq e degli Hedley tra il 2009 e il 2010.
Nel 2011 è uscito il singolo Brand New Bitch, che è diventato il suo più grande successo raggiungendo il 16º posto nella classifica canadese e ottenendo un disco di platino per le oltre 80 000 copie vendute a livello nazionale. L'anno successivo ha vinto un disco d'oro in Canada per le 40 000 copie vendute dal singolo You and I, che ha raggiunto la 25ª posizione in classifica. Quest'ultimo brano le ha fruttato un Juno Award per la Migliore canzone dance del 2013.
Anjulie ha iniziato a scrivere canzoni quando era un'adolescente e da allora ha lavorato con svariati artisti, fra cui Fefe Dobson, Kreesha Turner, Cher Lloyd e le Icona Pop. Ha inoltre scritto The Boys di Nicki Minaj.
Dal 2017 collabora con il DJ e musicista tedesco TheFatRat, cantando alcune canzoni di quest'ultimo, tra cui Fly Away.

## Discografia

### Album in studio
- 2009 – Anjulie

### EP
- 2008 – Boom

### Singoli
- 2009 – Love Songs
- 2009 – Rain
- 2011 – Brand New Bitch
- 2011 – Stand Behind the Music
- 2012 – Headphones
- 2012 – You and I
- 2015 – Falling in Love Again
- 2016 – Dragonflies
- 2016 – Golden Handcuffs (feat. Rmdy)
- 2017 – Emotional
- 2017 – Just Words
- 2017 – Where the Love Goes (feat. Oskar Flood)
- 2017 – Dream Again
- 2017 – Where the Water Ends
- 2017 – Baghdad
- 2017 – Criminal
- 2018 – Dancing with Girls
- 2018 – Changes
- 2018 – This Morning
- 2018 – All We Can Do
- 2018 – Hold Me Down